# Province de Mutsu
Pour les articles homonymes, voir Mutsu.
La province de Mutsu (陸奥国, Mutsu no kuni), aussi appelée Ōshū (奥州), ou encore Woxu, dans les textes européens anciens parlant du voyage de Hasekura Tsunenaga en Europe entre 1614 et 1617, est une ancienne province du Japon qui correspond aux actuelles préfectures de Fukushima, de Miyagi, d'Iwate et d'Aomori, plus les villes de Kazuno et de Kosaka dans la préfecture d'Akita.

Carte des anciennes provinces du Japon avec Mutsu mise en évidence.

Située dans le nord de Honshū, Mutsu est l'une des dernières provinces à se former lorsque la terre fut prise aux indigènes aïnous, et son territoire s'étendit au fur et à mesure des conquêtes successives. Son ancienne capitale se situait dans l'actuelle préfecture de Miyagi.
Conquise par Sakanoue no Tamuramaro en 801, elle appartint durant l'époque de Heian au clan Ōshū Fujiwara, avant de passer dans les mains de Minamoto no Yoritomo en 1189. Durant la période Sengoku, plusieurs clans ont dirigé diverses parties de la province : le clan Uesugi possédait une jōkamachi (ville-château) à Wakamastu dans le sud, le clan Nanbu à Morioka dans le nord, et Date Masamune, chef du clan Date, un proche allié des Tokugawa, s'établit à Sendai, qui est aujourd'hui la plus grande ville de la région de Tōhoku. L'extrême nord de la province était dirigé par le clan Oura.
Durant l'ère Meiji, quatre autres provinces furent créées à partir de parties de Mutsu, incluant Rikuchu, Rikuzen, Iwaki et Iwashiro. La zone qui constitue aujourd'hui la préfecture d'Aomori continua à faire partie de Mutsu jusqu'à l'abolition du système han en 1871.